# Frétoy-le-Château
Frétoy-le-Château é uma comuna francesa na região administrativa de Altos da França, no departamento de Oise. Estende-se por uma área de 5,01 km². Em 2010 a comuna tinha 260 habitantes (densidade: 51,9 hab./km²).